# Gästriklands östra tingslags valkrets
Gästriklands östra tingslags valkrets var i valen till andra kammaren 1866–1908 en egen valkrets med ett mandat. I valen 1866–1878 var valkretsens namn Ockelbo och Hamrånge samt Hille och Valbo tingslags valkrets; namnet Gästriklands östra tingslags valkrets tillkom i valet 1881.
Valkretsen, som motsvarade Gästriklands östra tingslag, avskaffades vid införandet av proportionellt valsystem i valet 1911 och uppgick då i Gästriklands valkrets. 

## Riksdagsmän
- Jon Jonsson (1867–1868)
- Olof Östling, lmp (1869)
- Oscar von Otter (1870–1872)
- Olof Östling, lmp (1873–1877)
- Erik Westin, lmp (1878–1883)
- Anders Andersson (1884–1887)
- Erik Westin, gamla lmp (1888–1890)
- Anders Olsson, gamla lmp 1891–1894, lmp 1895, vilde 1896–1899, lib s 1900–1905 (1891–1905)
- Erik Leksell, s (1906–1911)

## Valresultat

### 1896
| Andrakammarvalet i Sverige 1896: Gästriklands östra tingslags valkrets | Andrakammarvalet i Sverige 1896: Gästriklands östra tingslags valkrets | Andrakammarvalet i Sverige 1896: Gästriklands östra tingslags valkrets | Andrakammarvalet i Sverige 1896: Gästriklands östra tingslags valkrets | Andrakammarvalet i Sverige 1896: Gästriklands östra tingslags valkrets |
| Kandidat                                                               | Kandidat                                                               | Röster                                                                 | Röster                                                                 | Röster                                                                 |
| Kandidat                                                               | Kandidat                                                               | Antal                                                                  | %                                                                      | +− %                                                                   |
| ---------------------------------------------------------------------- | ---------------------------------------------------------------------- | ---------------------------------------------------------------------- | ---------------------------------------------------------------------- | ---------------------------------------------------------------------- |
|                                                                        | Anders Olsson i Mårdäng                                                | 247                                                                    | 55,4                                                                   |                                                                        |
|                                                                        | Anders Andersson                                                       | 196                                                                    | 43,9                                                                   |                                                                        |
|                                                                        | Övriga kandidater                                                      | 3                                                                      | 0,7                                                                    | —                                                                      |
| Antal giltiga röster                                                   | Antal giltiga röster                                                   | 446                                                                    |                                                                        |                                                                        |
| Kasserade röster                                                       | Kasserade röster                                                       | 3                                                                      |                                                                        |                                                                        |
| Totalt                                                                 | Totalt                                                                 | 449                                                                    |                                                                        |                                                                        |

Valkretsen hade 30 002 invånare den 31 december 1895, varav 1 911 eller 6,4 % var valberättigade. 449 personer deltog i valet, ett valdeltagande på 23,5%.

### 1899
| Andrakammarvalet i Sverige 1899: Gästriklands östra tingslags valkrets | Andrakammarvalet i Sverige 1899: Gästriklands östra tingslags valkrets | Andrakammarvalet i Sverige 1899: Gästriklands östra tingslags valkrets | Andrakammarvalet i Sverige 1899: Gästriklands östra tingslags valkrets | Andrakammarvalet i Sverige 1899: Gästriklands östra tingslags valkrets |
| Kandidat                                                               | Kandidat                                                               | Röster                                                                 | Röster                                                                 | Röster                                                                 |
| Kandidat                                                               | Kandidat                                                               | Antal                                                                  | %                                                                      | +− %                                                                   |
| ---------------------------------------------------------------------- | ---------------------------------------------------------------------- | ---------------------------------------------------------------------- | ---------------------------------------------------------------------- | ---------------------------------------------------------------------- |
|                                                                        | Anders Olsson i Mårdäng                                                | 784                                                                    | 83,7                                                                   | ▲28,3                                                                  |
|                                                                        | J. Lindblom i Björke                                                   | 149                                                                    | 15,9                                                                   |                                                                        |
|                                                                        | Övriga kandidater                                                      | 4                                                                      | 0,4                                                                    | —                                                                      |
| Antal giltiga röster                                                   | Antal giltiga röster                                                   | 937                                                                    |                                                                        |                                                                        |
| Kasserade röster                                                       | Kasserade röster                                                       | 7                                                                      |                                                                        |                                                                        |
| Totalt                                                                 | Totalt                                                                 | 942                                                                    |                                                                        |                                                                        |

Valet hölls den 2 september 1899. Valkretsen hade 33 118 invånare den 31 december 1898, varav 2 368 eller 7,2 % var valberättigade. 942 personer deltog i valet, ett valdeltagande på 39,8%.

### 1902
| Andrakammarvalet i Sverige 1902: Gästriklands östra tingslags valkrets | Andrakammarvalet i Sverige 1902: Gästriklands östra tingslags valkrets | Andrakammarvalet i Sverige 1902: Gästriklands östra tingslags valkrets | Andrakammarvalet i Sverige 1902: Gästriklands östra tingslags valkrets | Andrakammarvalet i Sverige 1902: Gästriklands östra tingslags valkrets |
| Kandidat                                                               | Kandidat                                                               | Röster                                                                 | Röster                                                                 | Röster                                                                 |
| Kandidat                                                               | Kandidat                                                               | Antal                                                                  | %                                                                      | +− %                                                                   |
| ---------------------------------------------------------------------- | ---------------------------------------------------------------------- | ---------------------------------------------------------------------- | ---------------------------------------------------------------------- | ---------------------------------------------------------------------- |
|                                                                        | Anders Olsson i Mårdäng                                                | 950                                                                    | 51,9                                                                   | ▼31,8                                                                  |
|                                                                        | A.G. Blom i Blomhus>                                                   | 879                                                                    | 48,0                                                                   |                                                                        |
|                                                                        | Övriga kandidater                                                      | 2                                                                      | 0,1                                                                    | —                                                                      |
| Antal giltiga röster                                                   | Antal giltiga röster                                                   | 1 831                                                                  |                                                                        |                                                                        |
| Kasserade röster                                                       | Kasserade röster                                                       | 5                                                                      |                                                                        |                                                                        |
| Totalt                                                                 | Totalt                                                                 | 1 836                                                                  |                                                                        |                                                                        |

Valet hölls den 14 september 1902. Valkretsen hade 36 226 invånare den 31 december 1901, varav 3 175 eller 8,8 % var valberättigade. 1 836 personer deltog i valet, ett valdeltagande på 57,8%.

### 1905
| Andrakammarvalet i Sverige 1905: Gästriklands östra tingslags valkrets | Andrakammarvalet i Sverige 1905: Gästriklands östra tingslags valkrets | Andrakammarvalet i Sverige 1905: Gästriklands östra tingslags valkrets | Andrakammarvalet i Sverige 1905: Gästriklands östra tingslags valkrets | Andrakammarvalet i Sverige 1905: Gästriklands östra tingslags valkrets |
| Kandidat                                                               | Kandidat                                                               | Röster                                                                 | Röster                                                                 | Röster                                                                 |
| Kandidat                                                               | Kandidat                                                               | Antal                                                                  | %                                                                      | +− %                                                                   |
| ---------------------------------------------------------------------- | ---------------------------------------------------------------------- | ---------------------------------------------------------------------- | ---------------------------------------------------------------------- | ---------------------------------------------------------------------- |
|                                                                        | Erik Leksell                                                           | 1 375                                                                  | 54,2                                                                   |                                                                        |
|                                                                        | Anders Olsson i Mårdäng                                                | 1 164                                                                  | 45,8                                                                   | ▼6,1                                                                   |
| Antal giltiga röster                                                   | Antal giltiga röster                                                   | 2 539                                                                  |                                                                        |                                                                        |
| Kasserade röster                                                       | Kasserade röster                                                       | 1                                                                      |                                                                        |                                                                        |
| Totalt                                                                 | Totalt                                                                 | 2 540                                                                  |                                                                        |                                                                        |

Valet hölls den 8 september 1905. Valkretsen hade 36 809 invånare den 31 december 1904, varav 3 510 eller 9,5 % var valberättigade. 2 540 personer deltog i valet, ett valdeltagande på 72,4%.

### 1908
| Andrakammarvalet i Sverige 1908: Gästriklands östra tingslags valkrets | Andrakammarvalet i Sverige 1908: Gästriklands östra tingslags valkrets | Andrakammarvalet i Sverige 1908: Gästriklands östra tingslags valkrets | Andrakammarvalet i Sverige 1908: Gästriklands östra tingslags valkrets | Andrakammarvalet i Sverige 1908: Gästriklands östra tingslags valkrets |
| Kandidat                                                               | Kandidat                                                               | Röster                                                                 | Röster                                                                 | Röster                                                                 |
| Kandidat                                                               | Kandidat                                                               | Antal                                                                  | %                                                                      | +− %                                                                   |
| ---------------------------------------------------------------------- | ---------------------------------------------------------------------- | ---------------------------------------------------------------------- | ---------------------------------------------------------------------- | ---------------------------------------------------------------------- |
|                                                                        | Erik Leksell                                                           | 1 892                                                                  | 59,8                                                                   | ▲5,6                                                                   |
|                                                                        | Anders Olsson i Mårdäng                                                | 1 271                                                                  | 40,2                                                                   | ▼5,6                                                                   |
| Antal giltiga röster                                                   | Antal giltiga röster                                                   | 3 163                                                                  |                                                                        |                                                                        |
| Kasserade röster                                                       | Kasserade röster                                                       | 9                                                                      |                                                                        |                                                                        |
| Totalt                                                                 | Totalt                                                                 | 3 172                                                                  |                                                                        |                                                                        |

Valet hölls den 6 september 1908. Valkretsen hade 38 218 invånare den 31 december 1907, varav 4 224 eller 11,1 % var valberättigade. 3 172 personer deltog i valet, ett valdeltagande på 75,1 %.